# Сепеев, Геннадий Андреевич
Генна́дий Андре́евич Сепе́ев (5 февраля 1932, п. Куженер, Сернурский район, Марийская автономная область, Горьковский край, РСФСР, СССР — 26 июля 2021, Йошкар-Ола, Марий Эл, Россия) — советский и российский деятель науки, учёный-этнограф, педагог. Кандидат исторических наук (1973), заведующий отделом этнографии, ведущий научный сотрудник отдела этнографии Марийского научно-исследовательского института языка, литературы и истории им. В. М. Васильева. Член редколлегии журнала «Марийский археографический вестник» (г. Йошкар-Ола). Заслуженный деятель науки Республики Марий Эл (1994). Зарубежный член Финно-угорского общества Финляндии (г. Хельсинки, 1989). Член КПСС с 1962 года.

## Биография
Родился в посёлке Куженер ныне Куженерского района Марий Эл в семье сельского учителя. В 1942 году после мобилизации отца на фронт с семьёй переехал жить в д. Дубники Куженерского района Марийской АССР.
В 1950 году окончил Сернурское педагогическое педучилище. В 1950—1951 годах работал преподавателем старших классов Дубниковской и Нижне-Кугенерской семилетних школ Куженерского района МАССР.
В 1955 году окончил МГПИ им. Н. К. Крупской. По окончании института в 1955 году был направлен в Аринскую среднюю школу Сотнурского (ныне Моркинского) района МАССР. В октябре 1955 года был призван в Советскую армию (Прибалтийский, Московский военные округа). Демобилизовался в апреле 1958 года.
По приезде на родину в 1958 году работал в Токтайбелякском детском доме Куженерского района, затем — завучем в Мустаевской средней школе Сернурского района МАССР. В честь 70-летия этой школы в 1959 году вёл сбор экспонатов для школьного краеведческого музея, который был открыт в 1960 году.
В 1962 году вступил в КПСС.
В 1961—1964 годах под руководством известного этнографа, доктора исторических наук, профессора Н. И. Воробьёва учился в аспирантуре Института языка, литературы и истории Казанского филиала Академии наук СССР. В 1973 году защитил кандидатскую диссертацию на тему «Материальная культура восточных марийцев» в Казанском государственном университете.
С 1964 года в МарНИИ / МарНИИЯЛИ: в 1964—1969 годах — младший научный сотрудник сектора истории, в 1969—1973 годах — младший научный сотрудник сектора археологии и этнографии, с 1973 года — старший научный сотрудник, в 1972—1983 годах — заведующий сектором археологии и этнографии, в 1985—1998 годах — заведующий сектором этнографии, в 1998—2003 годах — ведущий научный сотрудник, с 2003 года — главный научный сотрудник отдела этнологии.
По совместительству в 1973—1981 годах — преподаватель кафедры всеобщей истории Марийского государственного университета, в 1991—1995 годах — старший научный сотрудник Марийского филиала Института национальных проблем Министерства образования РФ.
Умер 26 июля 2021 года в Йошкар-Оле.

## Научная деятельность
31 мая 1973 года в Казанском государственном университете защитил кандидатскую диссертацию на тему «Материальная культура восточных марийцев». Кандидат исторических наук (1973). Своими учителями в науке считает Н. И. Воробьёва, К. И. Козлову, Т. А. Крюкову.
Сферы научных интересов: историография; история и этнография народов Урало-Поволжья; традиционная и современная материальная культура, межэтнические и межкультурные связи, современные этнические процессы.
Автор свыше 200 опубликованных научных работ, в том числе монографий «Восточные марийцы» (1975), «История расселения марийцев» (2006), учебного пособия «Этнография марийского народа» (2001) и др. Один из основателей серии «Археология и этнография Mapийского края» (1976). Под его руководством было подготовлено около 15 тематических сборников и монографий. Автор около 100 статей и заметок на историко-этнографические и краеведческие темы в печатных СМИ Марий Эл.
Участник многих международных, всесоюзных, всероссийских, региональных научных конгрессов и конференций. География публикаций его работ в материалах конференций представлена от Турку (Финляндия) и Ленинграда до Ижевска и Уфы, от Петрозаводска и Сыктывкара до Ташкента и Еревана. Свидетельством высокого научного авторитета учёного явилось его участие в ряде всероссийских изданий: «Народы Поволжья и Приуралья…» (М., 1985); «Этнокультурные процессы в Поволжье и Приуралье в советскую эпоху…» (Чебоксары, 1991), «Коми, марийцы, мордва, удмурты» (М., 2000) из серии «Народы и культуры».
Участвовал в совместной экспедиция ГМЭ (г. Ленинград) и МарНИИ летом 1982 г. в с. Еласы Горномарийского района МАССР, в экспедициях совместно с сотрудниками Института этнографии АН СССР, МГУ, МарГУ, Научно-краеведческого музея Марийской АССР, Национального музея Финляндии.
Активно участвует в оппонировании и рецензировании кандидатских диссертаций аспирантов и научных сотрудников по этнографии и истории народов Поволжья и Приуралья. В 1970—1980-е годы читал спецкурс по этнографии марийского народа на отделении истории Марийского государственного университета, руководил курсовыми и дипломными работами студентов, рецензировал более 30 дипломных работ. Является членом редколлегии журнала «Марийский археографический вестник».
В конце 1980-х — начале 1990-х годов осуществлял методическое руководство двухгодичным экспериментальным обучением предмета «Этнография и краеведение» в X—XI классах двух школ Марий Эл по рекомендации Института национальных проблем образования РФ (ИНПО РФ).
Рецензировал хрестоматии по курсу «История и культура марийского народа» для I—IV, V—VI, X и XI классов школ, написанные им материалы включены в хрестоматии для VIII—IX и X классов. Под его руководством было подготовлено учебное пособие для учащихся старших классов «Этнография марийского народа», которое издано в 2000 и 2001 годах на марийском и русском языках. В Институте образования читал лекции по этнографии марийского народа на курсах повышения квалификации учителей.
Активно сотрудничает с учреждениями Министерства культуры и межнациональных отношений Республики Марий Эл. В 1960—1970-х годах. консультировал театральных художников при создании ряда постановок оперы и балета. В 1970-80-х годах неоднократно консультировал сотрудников Республиканского научно-краеведческого музея по совершенствованию экспонирования этнографических материалов. В начале 1980-х годов оказал большую практическую помощь создателям Музея крестьянского труда и быта (ныне Этнографический музей под открытым небом) в г. Козьмодемьянске. В 2000 году принимал участие в экспертизе архитектурно-планировочного проекта «Марийская усадьба» для Музейного комплекса усадеб финно-угорских народов под открытым небом в г. Залаэгерсег (Венгрия).

## Основные научные работы
Список основных научных работ Г. А. Сепеева:
- Сепеев Г. А. Восточные марийцы. — Йошкар-Ола, 1975. — 248 с.
- Сепеев Г. А. Марийцы // Народы Поволжья и Приуралья. Историко-этнографические очерки. — М., 1985. — С. 141—175.
- Сепеев Г. А. Марийцы // Народы Поволжья и Приуралья. Коми-зыряне. Коми-пермяки. Марийцы. Мордва. Удмурты. — М., 2000. — С. 187—190, 216—234, 234—241, 253—256 (Серия «Народы и культуры»).
- Этнография марийского народа: Учебное пособие для старших классов. Сост. Г. А. Сепеев. — Йошкар-Ола, 2000. — 180 с.; 2001, 207 с. (на мар. яз.).
- Сепеев Г. А. Марийцы (в соавторстве) // Современная этническая культура финно-угров Поволжья и Приуралья. Йошкар-Ола, 2002. — С. 64—75, 89—102.
- Marit, Mordvalaiset ja Udmurtit. Perinteisen kulttuurin tietosanakhja. Paatoimittaja Ildiko Lehtinen (соавтор финских, марийских, мордовских и удмуртских этнографов (на финском и английском языках). Helsinki, Suomalaisen khjallisuuden Seura, 2005. XXVII + 233 s. [Марийцы, мордва и удмурты. Энциклопедический словарь традиционной культуры / Составитель и главный редактор Илдико Лехтинен. — Хельсинки, Финское литературное общество, 2005. XXVIII + 233 с.].

## Звания и награды
- Заслуженный деятель науки Республики Марий Эл (1994)
- Почётная грамота Президиума Верховного Совета Марийской АССР (1980)
- Почётные грамоты министерств и учреждений Марий Эл